# Гранде пунто
Гранде пунто је српски филм из 2018. године у режији Вање Хована. Премијера је одржана на филмском фестивалу „Фест“ у уторак, 27. фебруара 2018. у малој сали Југословенске кинотеке.

## Радња
У дистопијском граду којим чврстом руком влада власник локалне телевизије, Драган Злоковић – познат као Зли, култура и књиге су законом забрањени. Када мистериозна жена по имену Сенка ангажује тројицу приватних детектива, њихова мисија постаје јасна: срушити Злоковићев медијски режим. У потрази за начином да освесте успавани народ, детективи, уз помоћ вечитих студената и уличног дилера књига, долазе до пророчице. Она им открива да једини пут до промене води преко уметника – оних који још могу пробудити дух слободног мишљења. Уметници су се повукли у подземље, разочарани и пасивни. У почетку одбијају да се умешају, али након низа непредвидивих догађаја, одлучују да се врате – на спектакуларан начин. Организују "културну недељу", масовни уметнички бунт који буди грађане и руши Злоковићеву власт. Детективи, као награду за успех, коначно замењују своја стара Југо возила новим Пунто аутомобилима и одлазе у правцу излазећег сунца. У последњој сцени, ветар на аутопуту носи новински лист са ударном вешћу: Сенка је постала нова власница градске телевизије.

## Улоге
| Глумац                | Улога               |
| --------------------- | ------------------- |
| Слободан Ћустић       | Добривоје Поштенац  |
| Миливоје Обрадовић    | Ђура Миливојевић    |
| Димитрије Аранђеловић | Млађа               |
| Сергеј Трифуновић     | Драган Злоковић Зли |
| Никола Завишић        | Пећинко             |
| Јована Стипић         | Сенка               |
| Тијана Делић          | Сенка               |
| Предраг Момчиловић    | Ћале                |
| Вера Хрцан-Остојић    | Мама                |
| Виктор Силваши        | Син                 |
| Кристина Ђаковић      | Ћерка               |
| Михајло Делић         | Плаћени М           |
| Никола Шкорић         | Цими                |
| Дејан Цирјаковић      | Дифовац             |
| Лука Морача           | Зец                 |
| Данијел Шулц Хенц     | Гуливер             |
| Софија Ристић         | Ученица             |
| Гордана Каменаровић   | Пророчица           |